# دیدارهای فوتبال ایران و کره شمالی
تیم ملی ایران و تیم ملی کره‌شمالی  تاکنون ۲۴ بار در مقابل یکدیگر قرار گرفته‌اند. حاصل این بازیها، ۲۳ پیروزی برای ایران و ۱ تساوی بوده است. 
در این بازیها جمعاً ۴۳ گل به ثمر رسیده است که سهم ایران ۳۴ گل و سهم کره‌شمالی ۹ گل میباشد.

## نخستین بازی
نخستین بازی بین این دو تیم در تاریخ سیزدهم اردیبهشت ۱۳۵۱ از سری مسابقات مقدماتی المپیک ۱۹۷۲ برگزار شد که با نتیجه ۰ بر ۰ به پایان رسید
این دو تیم در تاریخ پنجم خرداد ۱۳۵۱ بازی برگشت را در تهران انجام دادند که این بازی نیز مساوی شد تا تعیین تیم برنده به بازی سوم بکشد
و این بار در تاریخ ۱۳ خرداد در شهر راولپندی پاکستان به مصاف هم رفتند که ایران با نتیجه ۲ بر ۰ برنده شد و به مرحله بعدی راه یافت

## بهترین برد
بهترین برد تیم ملی ایران در برابر تیم ملی کره‌شمالی کسب نتیجه ۳ بر ۰ میباشد که در مسابقات جام ملت‌های آسیا ۱۹۸۰ حاصل شده است.

## فاصله بین بردها
بیشترین فاصله‌ای که بین دو برد تیم ملی ایران افتاده است ۲ بازی میباشد (هر دو بازی مساوی)
تیم ملی ایران تجربه کسب برد در هفت بازی متوالی در برابر تیم ملی کره‌شمالی را دارد

## بررسی کلی بازی‌ها
| بردهای ایران    | ۱۷ بازی |                | گل‌های ایران | ۳۴ گل                            |         | بازی‌های برگزار شده در ایران | ۸ بازی |
| مساوی           | ۷ بازی  | گل‌های کره‌شمالی | ۹ گل        | بازی‌های برگزار شده در کشور بی‌طرف | ۱۲ بازی |                             |        |
| بردهای کره‌شمالی | ۰ بازی  |                |             | بازی‌های برگزار شده در کره‌شمالی   | ۴ بازی  |                             |        |
| مجموع بازی‌ها    | ۲۴ بازی | مجموع گل‌ها     | ۴۳ گل       | مجموع بازی‌ها                     | ۲۴ بازی |                             |        |

## عنوان بازی‌ها
| #   | عنوان بازی              | تعداد بازی | برد ایران | برد کره‌شمالی | مساوی |
| --- | ----------------------- | ---------- | --------- | ------------ | ----- |
| ۱   | مقدماتی جام جهانی       | ۹          | ۷         | ۰            | ۲     |
| ۲   | جام ملت‌های آسیا         | ۴          | ۴         | ۰            | -     |
| ۳   | مقدماتی المپیک          | ۴          | ۱         | ۰            | ۳     |
| ۴   | مقدماتی جام ملت‌های آسیا | ۳          | ۲         | ۰            | ۱     |
| ۵   | بازیهای المپیک آسیایی   | ۲          | ۱         | ۰            | ۱     |
| ۶   | دوستانه                 | ۲          | ۲         | ۰            | ۰     |
| جمع | جمع                     | ۲۴         | ۱۷        | ۰            | ۷     |

| عملکرد دو تیم در بازی‌های رسمی | عملکرد دو تیم در بازی‌های رسمی | عملکرد دو تیم در بازی‌های رسمی | عملکرد دو تیم در بازی‌های رسمی |
| ----------------------------- | ----------------------------- | ----------------------------- | ----------------------------- |
| بازی                          | برد ایران                     | برد کره‌شمالی                  | مساوی                         |
| ۲۲ بازی                       | ۱۵ بازی                       | ۰ بازی                        | ۷ بازی                        |

## میزبان و میهمان
| بازی‌هایی که در ایران برگزار شده است       | بازی‌هایی که در ایران برگزار شده است | بازی‌هایی که در ایران برگزار شده است | بازی‌هایی که در ایران برگزار شده است |
| تیم                                       | برد                                 | مساوی                               | باخت                                |
| ----------------------------------------- | ----------------------------------- | ----------------------------------- | ----------------------------------- |
| ایران                                     | ۶                                   | ۲                                   | ۰                                   |
| کره‌شمالی                                  | ۰                                   | ۲                                   | ۶                                   |
| بازی‌هایی که در کره‌شمالی برگزار شده است    |                                     |                                     |                                     |
| تیم                                       | برد                                 | مساوی                               | باخت                                |
| ایران                                     | ۲                                   | ۲                                   | ۰                                   |
| کره‌شمالی                                  | ۰                                   | ۲                                   | ۲                                   |
| بازی‌هایی که در کشوری بی‌طرف برگزار شده است |                                     |                                     |                                     |
| تیم                                       | برد                                 | مساوی                               | باخت                                |
| ایران                                     | ۹                                   | ۳                                   | ۰                                   |
| کره‌شمالی                                  | ۰                                   | ۳                                   | ۹                                   |

## فهرست کلی بازی‌ها
| #  | تاریخ      | نتیجه بازی                 | شهر / ورزشگاه                       | عنوان بازی‌ها                 | گلزنان                                                                    |
| -- | ---------- | -------------------------- | ----------------------------------- | ---------------------------- | ------------------------------------------------------------------------- |
| ۲۴ | ۱۴۰۴/۰۳/۲۰ | ایران ۳ - ۰ کره‌شمالی       | ورزشگاه آزادی، تهران                | مقدماتی جام جهانی ۲۰۲۶       | محبی (۷۴) – طارمی (۷۷) – حسین‌زاده (۳+۹۰)                                  |
| ۲۳ | ۱۴۰۳/۰۸/۲۴ | کره شمالی ۲ - ۳ ایران      | ورزشگاه ملی جدید لائوس، وینتیان     | مقدماتی جام جهانی ۲۰۲۶       | قایدی (۲۹) – محبی (۴۱،۴۵)*** طارمی (۵۶) – کیم (۵۹)                        |
| ۲۲ | ۱۳۸۹/۱۰/۲۵ | ایران ۱ - ۰ کره‌شمالی       | ورزشگاه سحیم بن حمد، دوحه           | جام ملت‌های آسیا ۲۰۱۱         | انصاری‌فرد (۶۳)                                                            |
| ۲۱ | ۱۳۸۸/۱۰/۱۲ | ایران ۱ - ۰ کره‌شمالی       | ورزشگاه جاسم بن حمد، دوحه           | مسابقات چهارجانبه قطر        | معدنچی (۴۲)                                                               |
| ۲۰ | ۱۳۸۸/۰۳/۱۶ | کره‌شمالی ۰ - ۰ ایران       | ورزشگاه یانگ‌گاکدو، پیونگ‌یانگ        | مقدماتی جام جهانی ۲۰۱۰       | [ ۵ ]                                                                     |
| ۱۹ | ۱۳۸۷/۰۷/۲۴ | ایران ۲ - ۱ کره‌شمالی       | ورزشگاه آزادی، تهران                | مقدماتی جام جهانی ۲۰۱۰       | مهدوی‌کیا (۹) – نکونام (۶۳) ** ته سه (۷۲)                                  |
| ۱۸ | ۱۳۸۴/۰۳/۱۳ | ایران ۱ - ۰ کره‌شمالی       | ورزشگاه آزادی، تهران                | مقدماتی جام جهانی ۲۰۰۶       | رضایی (۴۵)                                                                |
| ۱۷ | ۱۳۸۴/۰۱/۱۰ | کره‌شمالی ۰ - ۲ ایران       | ورزشگاه ایل-سونگ، پیونگ‌یانگ         | مقدماتی جام جهانی ۲۰۰۶       | مهدوی‌کیا (۳۴) – نکونام (۷۹)                                               |
| ۱۶ | ۱۳۸۲/۰۸/۲۱ | ایران ۱ - ۰ کره‌شمالی       | ورزشگاه آزادی، تهران                | مقدماتی جام ملت‌های آسیا ۲۰۰۴ | دایی (۵۲-پ)                                                               |
| ۱۵ | ۱۳۸۲/۰۸/۰۵ | کره‌شمالی ۱ - ۲ ایران       | ورزشگاه ایل-سونگ، پیونگ‌یانگ         | مقدماتی جام ملت‌های آسیا ۲۰۰۴ | کریمی (۷۹ و ۴۷) – نویدکیا (۸۷) ** سونگ چول (۶۱)                           |
| ۱۴ | ۱۳۷۲/۰۸/۰۲ | ایران ۲ - ۱ کره‌شمالی       | ورزشگاه بین‌المللی خلیفه، دوحه       | مقدماتی جام جهانی ۱۹۹۴       | دایی (۶۵ و ۴۸ ) ** چوی وون نایم (۲۸)                                      |
| ۱۳ | ۱۳۷۱/۰۸/۰۸ | ایران ۲ - ۰ کره‌شمالی       | ورزشگاه بینگو، اونومیچی             | جام ملت‌های آسیا ۱۹۹۲         | پیوس (۳۰) – قایقران (۸۰)                                                  |
| ۱۲ | ۱۳۶۹/۰۷/۱۴ | ایران ۰(۴) - (۱)۰ کره‌شمالی | ورزشگاه کارگران، پکن                | بازی‌های آسیایی ۱۹۹۰          | ایران در ضربات پنالتی قهرمان بازی‌های آسیایی ۱۹۹۰ شد.                      |
| ۱۱ | ۱۳۶۹/۰۷/۰۶ | ایران ۲ - ۱ کره‌شمالی       | ورزشگاه شیانونگتان، پکن             | بازی‌های آسیایی ۱۹۹۰          | پیوس (۷۹) – بیانی (۱+۹۰) ** چول کیم (۸۷)                                  |
| ۱۰ | ۱۳۶۷/۰۳/۱۲ | ایران ۰ - ۰ کره‌شمالی       | ورزشگاه داسارات رانگاسالا، کاتماندو | مقدماتی جام ملت‌های آسیا ۱۹۸۸ | [ ۱۵ ]                                                                    |
| ۹  | ۱۳۶۳/۱۱/۱۶ | ایران ۱ - ۰ کره‌شمالی       | ورزشگاه تختی، مشهد                  | دوستانه                      | بیانی                                                                     |
| ۸  | ۱۳۵۹/۰۷/۰۷ | ایران ۳ - ۰ کره‌شمالی       | ورزشگاه صباح السالم، کویت           | جام ملت‌های آسیا ۱۹۸۰         | فریبا (۴۹) – فرکی (۶۶ و ۷۶)                                               |
| ۷  | ۱۳۵۹/۰۷/۰۲ | ایران ۳ - ۲ کره‌شمالی       | ورزشگاه صباح السالم، کویت           | جام ملت‌های آسیا ۱۹۸۰         | علیدوستی (۲۷) – دانایی‌فرد (۵۷) – فریبا (۶۰) سانگ هوی (۶۸) – جونگ-هون (۹۰) |
| ۶  | ۱۳۵۸/۱۲/۰۶ | ایران ۰ - ۰ کره‌شمالی       | ورزشگاه ملی سابق، سنگاپور           | مقدماتی المپیک ۱۹۸۰          | [ ۱۹ ]                                                                    |
| ۵  | ۱۳۵۳/۰۲/۲۱ | ایران ۲ - ۱ کره‌شمالی       | ورزشگاه آریامهر، تهران              | مقدماتی جام جهانی ۱۹۷۴       | مناجاتی (۱۹) – صادقی (۸۹)*** سونگ-زین (۴۸)                                |
| ۴  | ۱۳۵۲/۰۲/۱۴ | ایران ۰ - ۰ کره‌شمالی       | ورزشگاه آریامهر، تهران              | مقدماتی جام جهانی ۱۹۷۴       | [ ۲۱ ]                                                                    |
| ۳  | ۱۳۵۱/۰۳/۱۳ | ایران ۲ - ۰ کره‌شمالی       | ورزشگاه ارتش، راولپندی              | مقدماتی المپیک ۱۹۷۲          | ایرانپاک (۲۷) – کلانی (۴۷)                                                |
| ۲  | ۱۳۵۱/۰۳/۰۵ | ایران ۰ - ۰ کره‌شمالی       | ورزشگاه امجدیه، تهران               | مقدماتی المپیک ۱۹۷۲          | [ ۲۳ ]                                                                    |
| ۱  | ۱۳۵۱/۰۲/۱۳ | کره‌شمالی ۰ - ۰ ایران       | پیونگ‌یانگ                           | مقدماتی المپیک ۱۹۷۲          | [ ۲۴ ]                                                                    |

## گلزنان
کلا ۲۵ بازیکن ایرانی با پیراهن تیم ملی ایران موفق به زدن گل به تیم ملی کره‌شمالی شده‌اند که علی دایی با زدن ۳ گل بهترین گلزن ایران در تاریخ جدالهایش با تیم ملی کره‌شمالی است.
برای تیم ملی کره‌شمالی نیز ۸ بازیکن مختلف در برابر تیم ملی ایران گلزنی کرده‌اند.

### گلزنان ایران
- ۳ گل: علی دایی
- ۲ گل: جواد نکونام – مهدی مهدوی‌کیا – علی کریمی – فرشاد پیوس – بهتاش فریبا – حسین فرکی – محمد محبی
- ۱ گل: کریم انصاری‌فرد – مهرزاد معدنچی – رحمان رضایی  – محرم نویدکیا – سیروس قایقران – شاهرخ بیانی – شاهین بیانی – حمید علیدوستی – ایرج دانایی‌فرد – مهدی مناجاتی – محمد صادقی – صفر ایرانپاک – حسین کلانی – مهدی قایدی – مهدی طارمی – محمدمهدی محبی – امیرحسین حسین‌زاده

### گلزنان کره‌شمالی
- ۱ گل: پاک سونگ-زین – سانگ هوی – پاک جونگ-هون – چول کیم – چوی وون نایم – سونگ چول – یون ته سه – کیم یو سونگ
  - دیگر گل تیم کره شمالی به اشتباه توسط مهدی طارمی وارد دروازه ایران شده است.